# Mozarapski jezici
Mozarapski jezici, ogranak pirenejsko-mozarapskih jezika koji obuhvaća jedini i istoimenoi mozarapski jezik koji se govorio u muslimanskoj Španjolskoj, odnosno onih dijelova koji su bili pod arapskom okupacijom, i ponekad je nazivan arhaičnim dijalektom Španjolskog. Ovaj jezik govorio se od ranog 8 stoljeća pa do 1300 godine.
Imao je mnogo arhaičnih latinskih oblika i posuđenica iz arapskog. Jedan dijalekt poznat kao kharjah, poznat je gotovo u potpunosti iz refrena koji su dodavani hebrejskim i arapskim pjesmama iz 11. stoljeća. Ti refreni pisani su arapskim slovima zbog nedostatka većine samoglasnika.

## Vanjske poveznice
- Ethnologue (14th)
- Ethnologue (15th)